# Giovanni del Virgilio
Giovanni del Virgilio (Bologna, ... – ...; fl. XIII-XIV secolo) è stato un poeta, grammatico e latinista italiano  vissuto a cavallo tra il XIII e il XIV secolo celebre per aver intrattenuto una relazione epistolare con Dante Alighieri.

## Biografia
Di Giovanni del Virgilio non si hanno molte informazioni biografiche. Nacque a Bologna da un tale Antonio, come si può attestare da un documento del 16 novembre 1321, in un anno imprecisato prima del 1300. Nella città natia (anche se il codice XIII. G. 33 della Biblioteca Nazionale di Napoli lo attesta padovano), Giovanni frequentò il famoso Studium. Relativamente giovane ma estremamente dotato nelle scienze umaniste, Giovanni entrò in contatto, dal 1319 in avanti, con l'esule Dante Alighieri, in quel momento ospite a Ravenna alla corte di Guido Novello da Polenta. Amante e cultore della latinità, il promettente bolognese entrò in contemporanea anche in contatto coll'altro "pre-umanista" Albertino Mussato, il padovano che fu incoronato poeta laureato nel 1315. Il suo ingegno lo portò, nel 1321, ad insegnare poesia latina, incentrandosi sullo studio di Virgilio, Stazio, Ovidio e Lucano, novità assoluta del Medioevo; sempre nello stesso anno, partecipò al cordoglio per la scomparsa dell'Alighieri scrivendone un epitaffio. Nel 1323 si allontanò da Bologna, probabilmente per disaccordi con l'ateneo felsineo sul pagamento dello stipendio, per risiedere a Cesena, dalla quale ritornò nella città natia nel 1326. Dal 1327, non si ebbe più alcuna informazione relativa al suo conto. Ebbe un figlio, di nome Virgilio, che fu notaio.

## L'opera
La produzione di Giovanni del Virgilio è stata conservata nella lezione tramandata da Giovanni Boccaccio (Laurenziano XXIX, 8), forse mentre rsiedeva a Forlì, città ove si trovavano codici danteschi di proprietà di Checco di Meletto Rossi.

### Le egloghe

#### Lo scambio con Dante ed Albertino Mussato
Giovanni del Virgilio viene ricordato, principalmente, per il rapporto epistolare intercorso fra lui e Dante tra il 1319 e il 1321. I due, amici già da tempo, iniziarono una tenzone poetica allorché il dotto bolognese, rimproverando Dante di voler conseguire l'alloro poetico con la sua Commedia, opera scritta in volgare, gli inviò un'egloga pastorale per esortarlo a dedicarsi al latino e conseguire l'alloro nello Studium di Bologna. Da quest'episodio, presero forma quelle quattro egloghe latine (due di Dante e due di Giovanni del Virgilio) prendenti come modello sulle Bucoliche virgiliane, e che andranno a costituire il corpo delle egloghe dantesche. Lo stile di queste egloghe sarà il punto iniziale da cui Francesco Petrarca prima, e Giovanni Boccaccio poi, inizieranno a prender confidenza con tale genere poetico, prima di rifarsi direttamente a Virgilio. Del Virgilio si mantenne in contatto anche con Albertino Mussato, al quale inviò un'egloga scritta da Cesena nel 1323.

### L'epitaffio di Dante
Quando Dante morì, Guido Novello da Polenta bandì un concorso per la stesura di un epitaffio degno della tomba del grande poeta. Tra questi vi fu il del Virgilio, il quale elogiò Dante quale teologo (l'incipit dell'epitaffio è proprio Theologus Dante), ne ripercorre l'eloquenza filosofica e l'eccellenza nello stile volgare, l'esilio da Firenze e l'ospitalità presso Guido Novello.